# Hardliner
Der Begriff Hardliner (Lehnwort aus dem Englischen hard-liner), Aussprache [ha:dlaınə(r)], bezeichnet eine Person, die einen harten Kurs vertritt, meist im Sinne einer politisch unnachgiebigen Position oder Haltung.

## Bedeutung
Allgemeinsprachliche Wörterbücher liefern durchweg sehr ähnliche, häufig wortgleiche Definitionen: Mit dem Begriff ‚Hardliner‘ wird demnach „ein Vertreter eines harten (zumeist politischen) Kurses bezeichnet“.
Beispiele:
- Vertreter eines harten [politischen] Kurses (Duden)[3]
- Vertreter eines harten [politischen] Kurses (Duden-Fremdwörterbuch)[4]
- Vertreter eines harten politischen Kurses (Pons-Wörterbuch)[5]
- Vertreter eines harten politischen Kurses (Karl-Heinz Göttert)[6]
- pol. j-d, der e-n harten Kurs einschlägt (Langenscheidt)[7]
- Politiker, der einen kompromisslos harten Kurs verfolgt (Wahrig-Herkunftswörterbuch)[8][9]

## Herkunft, Etymologie, Verbreitung
Die aus hard (‚hart, streng, rigoros‘) und line (‚Linie, Richtung, Kurs‘) zusammengesetzte englische Nominalphrase hard line und das zugehörige Adjektiv hard-line (‚kompromisslos, unnachgiebig‘) wurden mit der aktuellen Bedeutung einer harten politischen Linie in der Zeit des Kalten Krieges geprägt. In ihrem Ursprungskontext Ende der 1950er Jahre im englischsprachigen Raum bezog sich die Wortprägung auf besonders dogmatische und unbewegliche politische Positionen in der Sowjetunion. Ab circa 1963 ist auch die Personenbezeichnung hard-liner in der englischen Schriftsprache belegbar, die sich ebenso wie das Adjektiv hard-line Mitte der 1960er Jahre sowohl im britischen als auch im amerikanischen Englischen verbreitete.
Im deutschen Sprachgebrauch kam der Begriff ‚Hardliner‘ als Anglizismus gegen Ende der 1970er Jahre auf und verbreitete sich in den 1980er und 1990er Jahren. In dieser Zeit gelangte das Wort als Neuzugang in die großen deutschen Universalwörterbücher Duden und Wahrig. Entsprechungen im lexikographisch dokumentierten Wortschatz der fünf (neben Englisch und Deutsch) führenden modernen europäischen Kultursprachen Französisch, Italienisch, Niederländisch, Schwedisch und Polnisch gab es zu dieser Zeit keine, sodass ‚Hardliner‘ nicht zu den in viele europäische Sprachen zugleich übernommenen „Euroanglizismen“ gerechnet wird. Verbreitung fand der Begriff zur Zeit der Wende ab 1989 auch in der DDR bzw. den Neuen Ländern, auch in der Zusammensetzung „SED-Hardliner“, als eine von mehreren typischen Bezeichnungen für „eine Person(engruppe), die das alte DDR-System repräsentiert bzw. repräsentiert hat und die nicht in der Lage ist, auf sich verändernde politische Gegebenheiten angemessen zu reagieren“.
Anders als im Englischen, wo die Zusammenschreibung ohne Bindestrich seltener anzutreffen und nur im britischen Englischen verbreitet ist, während das American Heritage Dictionary sie nicht kennt, findet sich eine Bindestrichschreibweise im deutschen Schriftgebrauch praktisch gar nicht.

## Hardliner in Brasilien
Eine vergleichbare Entlehnung des englischen Begriffs fand bereits in den 1960er Jahren während der Militärdiktatur in Brasilien in Form einer Lehnübersetzung in das brasilianische Portugiesische statt. Hier wurde im Ursprungskontext die besonders autoritäre und intransigente Fraktion innerhalb der in Brasilien herrschenden Militärs um die Generale Costa e Silva und Médici sowie Geheimdienstchef Newton Cruz als „Hardliner“ (linha-dura) bezeichnet und der gemäßigteren „Sorbonne-Gruppe“ um die Generale Castelo Branco, Geisel und Figueiredo gegenübergestellt.

## Anglizismus
Der Sprachwissenschaftler Jan Georg Schneider versuchte am Beispiel der in der Zeit zwischen 1999 und 2006 zunehmenden Verwendung des Begriffs ‚Hardliner‘ in der Frankfurter Allgemeinen Zeitung und in der Süddeutschen Zeitung zu zeigen, dass Anglizismen – anders als von sprachpuristischen Kritikern oft angenommen – auch in der gehobenen deutschen Schriftsprache verbreitet sind.
Der vom Verein Deutsche Sprache (VDS) ohne wissenschaftlichen Anspruch erstellte Anglizismus-Index bietet als Ersatzworte, die eine Verwendung dieses Anglizismus überflüssig machen sollen, die Ausdrücke „Dickkopf, Sturkopf, Betonkopf“ und „Prinzipienreiter“ an. Nach Schneider zeigt der empirische Vergleich dieser Vorschläge mit der tatsächlichen Verwendungsweise des entlehnten Wortes in konkreten Kontexten, „dass keine der angebotenen Alternativen den Bedeutungsumfang von Hardliner auch nur annähernd abdeckt“.

## Personenbezeichnung
In mehreren Schweizer Gerichtsurteilen wurde ausgeurteilt, dass die Bezeichnung einer Person als „Hardliner“ keine ehrverletzende Beleidigung darstelle, sondern von Betroffenen in der Regel als Charakterisierung ihres Verhaltens hingenommen werden müsse, die berechtigt sein könne, insoweit mit der Benennung eine kompromisslose Position gekennzeichnet oder auf die Hartnäckigkeit in der Verfolgung von Zielen Bezug genommen werde. Gleichwohl mahnt die Ombudsstelle der SRG Deutschschweiz seit 2019 einen zurückhaltenden Gebrauch des Wortes in Radio und Fernsehen wegen seines Diffamierungspotenzials an.

## „Falken“
In der internationalen Politik werden Hardliner auch als „Falken“ bezeichnet und den als „Tauben“ beschriebenen Gemäßigten gegenübergestellt. Die Wortverbindung „Hardliner und Falke“ zur Charakterisierung eines Politikers oder Staatsmannes ist dementsprechend gebräuchlich.